# Chiesa di Santa Sofia (Mosca)
La chiesa di Santa Sofia (in russo церковь Софии в Средних Садовниках) è una chiesa di rito ortodosso risalente alla metà del XVII secolo situata a Mosca, sull'isola di Balchug, di fronte al Cremlino.
La chiesa dà il nome all'argine Sofievskaya del fiume Moscova.
La facciata color malva è dominata da un campanile affusolato che si erge sopra l'ingresso. Il campanile fu progettato nel 1860 in modo da riecheggiare attraverso il fiume. Il design revivalista è di Nikolaj Kozlovskij.